# Шаму
Шаму (фр. Chamoux) насеље је и општина у источном делу централне Француске у региону Бургоња, у департману Јон која припада префектури Авалон.
По подацима из 2011. године у општини је живело 90 становника, а густина насељености је износила 12,99 становника/km². Општина се простире на површини од 6,93 km². Налази се на средњој надморској висини од 226 метара (максималној 285 m, а минималној 190 m).

## Демографија
| 1962. | 1968. | 1975. | 1982. | 1990. | 1999. | 2011. |
| ----- | ----- | ----- | ----- | ----- | ----- | ----- |
| 83    | 111   | 105   | 93    | 71    | 83    | 90    |

График промене броја становника у току последњих година